# Мальчик, крот, лис и лошадь
«Ма́льчик, крот, лис и ло́шадь» (англ. The Boy, The Mole, The Fox And The Horse) — книжка с картинками британского художника Чарли Маккизи, вышедшая в 2019 году и построенная на диалогах четверых заглавных персонажей. Книга вошла в число бестселлеров, получила ряд наград и была экранизирована.
Книга стала дебютом в литературе Чарли Маккизи, который до этого много лет проработал иллюстратором в журнале The Spectator и издательстве Oxford University Press. Его рисунки, которые он размещал в своём Инстаграме и которые позже вошли в книгу, заметила редактор Ebury Press, предложившая Маккизи издать книгу.

## Сюжет
В предисловии автор говорит о том, что книга предназначается для всех возрастов, будь то восемь или восемьдесят лет, и её можно читать с любого места. При этом картинки были важны для него изначально, потому что они своего рода «острова, места, где можно остановиться в море слов». Кратко охарактеризовав каждого персонажа, автор отмечает, что «все они различны, как и мы, и у каждого есть свои слабости», при этом «я могу увидеть себя в каждом из них, и возможно вы тоже сможете». Автор также выражает надежду, что его книга поможет читателю жить мужественно и с большей добротой к себе и к окружающим.
Мальчик, гуляющий в одиночестве, встречает Крота и начинает с ним разговор. На вопрос, каким он хотел бы быть, когда вырастет, мальчик отвечает «добрым». Крот же признаётся, что у него есть любимая поговорка: если сначала что-то не получается, поешь пирога, — и это правило действительно срабатывает. Они гуляют по полям и пустошам и встречают Лиса, который попал в капкан. Хотя Лис признаётся, что съел бы Крота, если бы не был в капкане, Крот перегрызает проволочки на капкане, и Лис присоединяется к компании, однако почти ничего не говорит. При этом он спасает Крота, когда тот падает в реку.
Крот говорит, что одно из величайших проявлений доброты — это быть добрым к себе, а человеком, которого труднее всего простить, тоже часто бываешь ты сам. Три спутника встречают Лошадь, которая катает их на спине. Она говорит, что каждый чего-то боится, но все вместе мы боимся меньше; что осмелиться показать свою слабость — это на самом деле проявление силы; и что попросить о помощи — это не значит сдаться, а, наоборот, отказаться сдаваться. Они продолжают путь, беседуя о доброте, любви и смелости, и когда мальчик вздыхает: «Как же нам ещё долго идти», — Лошадь приободряет его, говоря: «Зато посмотри, как много мы уже прошли». И хотя главной мечтой мальчика было найти дом, в конце друзья, обнявшись, задаются вопросом: «Дом ведь это не обязательно место?»

## Награды
- Книга 2019 года по версии издательства Barnes & Noble[3]
- Книга 2019 года по версии книжной сети Waterstones[4]
- Шорт-лист премии British Book Awards за 2020 год в одной из номинаций нон-фикшн (Non-Fiction Lifestyle Book of the Year)[5]

## Отзывы
Елена Чернявская (ZIMA Magazine) назвала книгу необычной, отметив, что она «состоит из двух равнозначных компонентов — текста и рисунков», при этом «иллюстрации удивительно выразительные и, пожалуй, украшают книгу не меньше диалогов». Что же касается диалогов персонажей, то они «интересные, часто парадоксальные, и большая их часть так точно попадает в цель, что книжка давно разошлась в англоязычной части интернета на цитаты». В результате «получилось необычайно теплое произведение — из тех, что британцы именуют „лекарствами для души“, и подходит оно и детям, и взрослым».
Элисон Флад (The Guardian) приводит слова самого Маккизи о том, что диалоги его героев были навеяны теми разговорами, которые он сам вёл с друзьями о том, каков смысл жизни и что важно для человека, так что перенос рисунков и текста на бумагу был способом «думать вслух» о тех же проблемах. Он также говорит о том, что все четыре персонажа представляют разные стороны одной и той же личности: любознательный мальчик, активный, но немного жадный крот, лис, которого не пощадила жизнь и который всегда чуть в стороне, хотя хочет быть частью компании, и наконец лошадь, самая мудрая и глубокая часть человека, его душа.
Произведение Маккизи включают в списки лучших книг по саморазвитию.

## Адаптации
- В июне 2022 стало известно, что в декабре 2022 года на BBC One, BBC iPlayer и Apple TV+ состоится премьера одноимённого анимационного фильма по книге. Джуд Кауард Николл озвучит Мальчика, Том Холландер — Крота, Идрис Эльба — Лиса, а Гэбриэл Бирн — Лошадь[8][9]. Фильм вышел на BBC One 24 декабря в канун Рождества[10] и впоследствии получил хвалебные отзывы.